# Тимощук Олександр Васильович
Олекса́ндр Васи́льович Тимощу́к — полковник Збройних сил України.

## З життєпису
Станом на лютий 2017 року — заступник начальника кафедри Національної академії сухопутних військ імені гетьмана Петра Сагайдачного.
Станом на 2018 рік — начальник факультету бойового застосування військ Національної академії сухопутних військ імені гетьмана Петра Сагайдачного.

## Нагороди
За особисту мужність і героїзм, виявлені у захисті державного суверенітету та територіальної цілісності України, вірність військовій присязі під час російсько-української війни, 19 липня 2014 року нагороджений орденом Богдана Хмельницького III ступеня.
За особисту мужність і самовіддані дії, виявлені у захисті державного суверенітету та територіальної цілісності України, вірність військовій присязі 17 серпня 2022 року нагороджений орденом Богдана Хмельницького ІІ ступеня. Указ президента України №583/2022. https://www.president.gov.ua/documents/5832022-43673